# 聖アンデレ教会 (横浜)

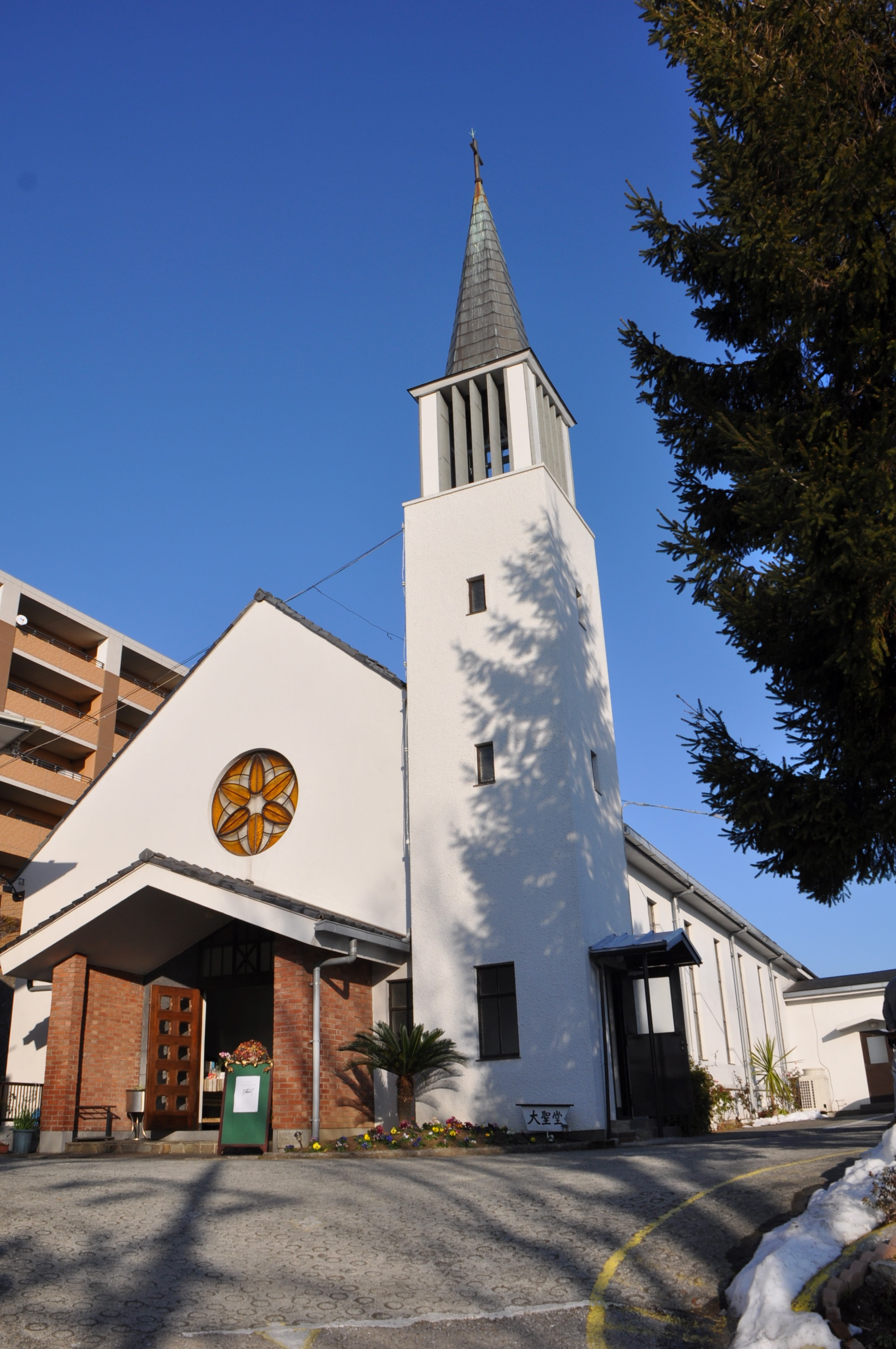
横浜聖アンデレ主教座聖堂（正面）

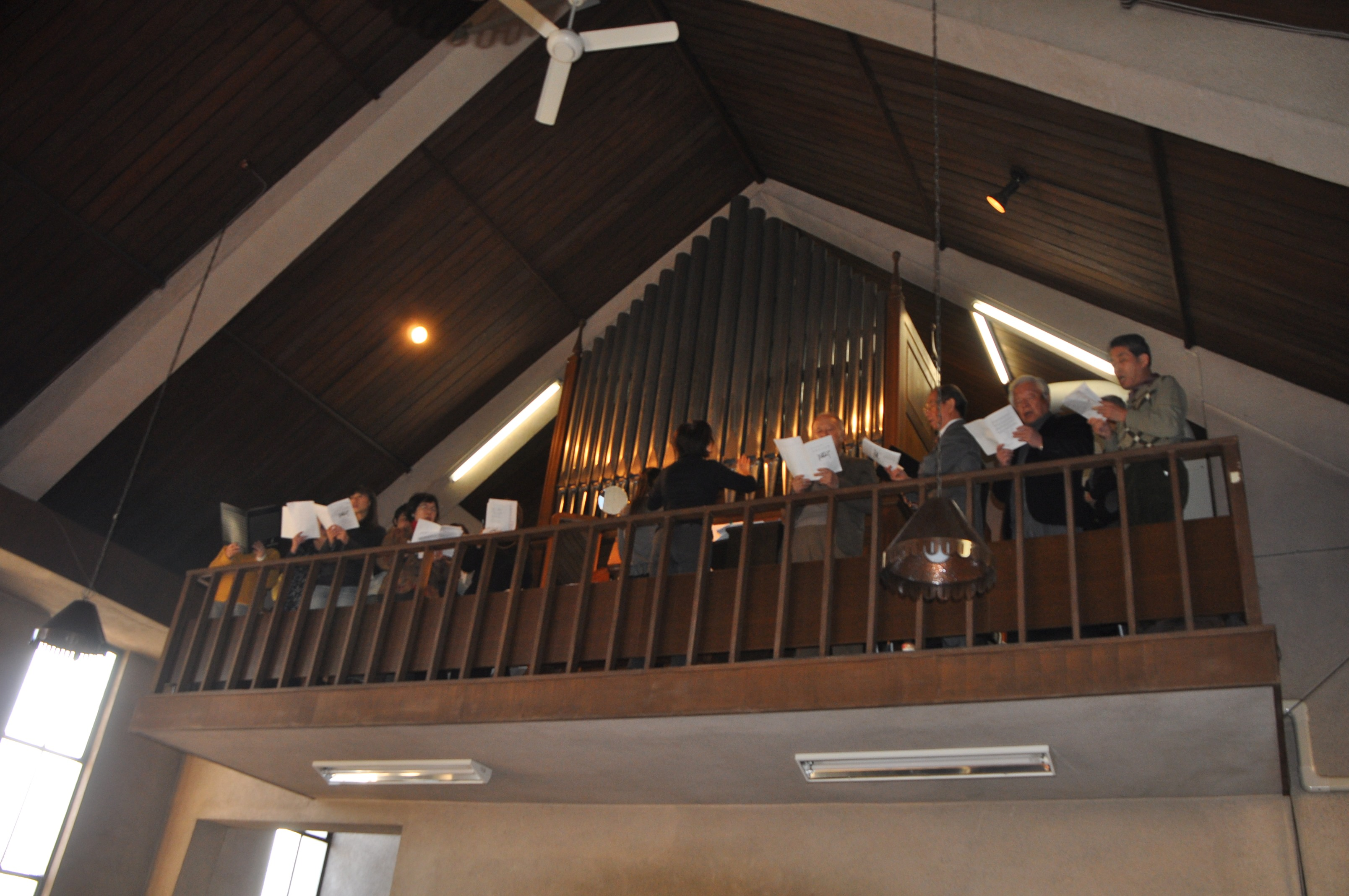
聖歌隊とパイプオルガン（教会の入口上のバルコニーで）

横浜聖アンデレ教会（よこはませいアンデレきょうかい、英語：St. Andrew's Anglican Church, Yokohama）は、日本聖公会横浜教区の教会で、聖堂は横浜教区主教座聖堂でもある。会衆は1863年に始まり、現在の建物は1955年（昭和30年）に建て替えたもの。

## 横浜教区
横浜聖アンデレ教会は日本聖公会横浜教区の主教座聖堂で、横浜教区は神奈川県、山梨県、千葉県、静岡県の聖公会教会からなる。
1859年に横浜港が開港すると、横浜居留地に住む聖公会信徒のために横浜クライスト・チャーチ（英語集会）が発足し、英国領事館に集まって礼拝を行った。クライストチャーチは「駐屯地教会」とも呼ばれた。1861年、駐屯地教会は一時的なものであることから、教会堂の建設とチャプレン（牧師）の確保が求められ、イギリス政府に請願。政府から入植者たちが集めた建設資金と同額の補助金が提供され、初代領事館チャプレンにイギリスのM.B.ベイリーが任命された。ベイリーは1862年（文久2年）8月に来日し、領事館チャプレンを務めた。
横浜でのキリスト教宣教は1863年にベイリー司祭が横浜居留地105番に建てた横浜クライスト・チャーチ（Yokohama Christ Church）初代聖堂をもって始まり、これはその後山手へ移り、第二次世界大戦後に日本語集会もできて、今日の横浜山手聖公会になっている。
しばらくして、1877年には相模農村伝道が始まって、後に秦野聖ルカ教会となる種が蒔かれている。
千葉県への宣教は早く始まり、1873年に千葉県福田での伝道が始まっていて（現：成田市下福田の福田聖公会）、その後には千葉復活教会から最南端の館山聖アンデレ教会・鴨川聖フランシス教会まで広がった。
1888年に、エドワード・ビカステス初代主教が着座し、伝道はより活発になった。1896年に南東京地方部、1941年には南東京教区になり、戦後の1963年に横浜教区と改称した。
静岡県へは、1888年にその後沼津聖ヨハネ教会となった宣教に始まり、1916年には西端の浜松聖アンデレ教会まで広まった。山梨県へは、1934年に甲府市元柳町の借家で、その後同地で甲府聖オーガスチン教会になる宣教活動が始まった。
太平洋戦争中は日本聖公会が消滅する経験を経て、戦後は復活して、横浜教区は神奈川・千葉・山梨・静岡の４県にまたがり、2012年度現在で33教会６伝道所、教役者29人、現在信徒数5,656人をかかえている。
横浜教区主教は、現在（イグナシオ）入江修（いりえ・おさむ）12代主教である。

## 聖アンデレ教会
横浜山手聖公会となった流れとは別に、1885年（明治18年）には横浜居留地154番（現在の中区山下町）の借家にクライスト・チャーチの日本語会衆「横浜聖安得烈教会」（横浜聖アンデレ教会）が組織される。1887年（明治20年）頃になって、東京在住の宣教師アレクサンダー・クロフト・ショー司祭の管理下に入り、日本人伝道者の出張によって、毎日曜日、規則正しく礼拝できるようになった。
1895年（明治25年）に中区寿町に移り仮礼拝堂が建設され、1905年（明治38年）に中区日出町に新礼拝堂、会館を建設し移転。1916年（大正5年）に鉄道団地に指定されたことから、建物が解体され、中区花咲町に移転する。1923年（大正12年）に関東大震災で礼拝堂焼失するが、1927年（昭和2年）に新聖堂と牧師館が竣工して復興した。1945年（昭和20年）には横浜大空襲により焼失する経験もした。現在の聖堂は1956年（昭和31年）に竣工し、1957年1月3日に聖別された。
1986年、創立100年を記念に、アメリカ・ロードアイランド州の州都プロビデンスの都市再建計画で閉鎖になったクライストチャーチのパイプオルガン（1889年製）が移設された。
2015年、創立130周年を記念し聖堂屋根、内装の改修を行った。
牧師を務めたアレクサンダー・クロフト・ショー司祭は避暑地としての軽井沢を開拓したといわれ、日本アルプス登山を広めたといわれるウォルター・ウェストン司祭もこの教会の牧師を務めた。
教会の住所は住所は 〒221-0852 横浜市神奈川区三ツ沢下町14-57 で、現在の牧師は（ダビデ）渡部明央（わたべ・あきお）である。

## 参考
1. ↑  Yokohama Christ Church『History of Christ Church』
2. ↑  秦野聖ルカ教会：教会紹介・沿革（日本聖公会横浜教区）
3. ↑  福田聖公会：教会紹介・沿革（日本聖公会横浜教区）
4. ↑  鴨川聖フランシス教会：教会紹介・沿革（日本聖公会横浜教区）
5. ↑  沼津聖ヨハネ教会（日本聖公会横浜教区）
6. ↑  浜松聖アンデレ教会：教会紹介・沿革（日本聖公会横浜教区）
7. ↑  甲府聖オーガスチン教会（日本聖公会横浜教区）
8. ↑  教会・施設（日本聖公会横浜教区）
9. ↑  世界の聖公会　12月22日　日本聖公会横浜教区（ほっこり宣教プロジェクト資料編）
10. ↑  教区主教　自己紹介
11. 1 2  横浜聖アンデレ教会の略史
12. ↑  神奈川県立公文書館 デジタル神奈川県史 『一 プロテスタント教会各派の伝道』通史編 4 近代・現代(1) 政治・行政1,第四章 明治前期の渉外と文化,第三節 キリスト教の展開
13. ↑  横浜教区の歴史年表
14. ↑  神奈川区の「横浜聖アンデレ教会」にある日本最古のパイプオルガンの音色が美しすぎるって本当？（はまれぽ.com、2013年）